# Sympathy for the Devil (album zespołu Laibach)
Sympathy for the Devil – album Laibach składający się z coverów utworu Sympathy for the Devil The Rolling Stones.

## Lista utworów
1. "Sympathy For The Devil (Time For A Change)" (Jagger/Richards) – 5:43
2. "Sympathy For The Devil (Dem Teufel Zugeneigt)" (Jagger/Richards) – 4:54
3. "Sympathy For The Devil (Anastasia)" (Laibach) – 5:32
4. "Sympathy For The Devil (Who Killed The Kennedys - Inst.) (Jagger/Richards) – 5:53
5. "Germania:" "Sympathy for the Devil (Who Killed the Kennedys)" (Jagger/Richards) – 7:04
6. "Sympathy For The Devil (Who Killed The Kennedys)" (Jagger/Richards) – 4:52
7. "Sympathy For The Devil" (Jagger/Richards) – 7:52
8. "Sympathy For The Devil (Soul To Waste - Inst.)" (Jagger/Richards) – 7:52